# Have Heart
Have Heart war eine im Jahr 2002 gegründete, US-amerikanische Straight-Edge-Hardcoreband, die bis 2009 aktiv war.

## Geschichte
Die ursprünglich als „side-project“ gegründete Band aus Boston spielte ihre erste Show im Juli 2003. Im November des gleichen Jahres folgte dann eine erste Demoaufnahme, welche  die Aufmerksamkeit des Labels Think Fast! Records erweckte, unter dem die Band im Jahr 2004 die EP What Counts herausbrachte. Nach verschiedenen Auftritten in den Vereinigten Staaten wechselte Have Heart im Jahr 2005 zu Bridge Nine Records. Im folgenden Jahr wurde das Album The Things We Carry veröffentlicht. Die erste Tour außerhalb der USA führte die Band 2005 nach Europa. Im Jahr 2008 wurde mit Songs to Scream at the Sun das bislang letzte Album veröffentlicht, daran anschließend folgte eine erneute Tour durch die USA, Kanada und Europa.
Im Jahr 2009 gab die Band ihre Auflösung bekannt. Ihren letzten Auftritt gaben Have Heart auf dem Edge Festival im Oktober 2009.
2015 gründeten Patrick Flynn, Kei Yasui, Shawn Costa und Ryan Hudon gemeinsam mit dem Gitarristen Austin Stemper, der 2009 auf einer Have-Heart-Tournee ausgeholfen hatte, die Band Free, die bis 2017 zwei EPs veröffentlichte. Im Sommer 2019 spielte das Quintett in dieser Besetzung unter dem alten Namen „Have Heart“ mehrere Konzerte in den Vereinigten Staaten, im Vereinigten Königreich und in Deutschland.
2019 und 2024 fand die Band für einige Konzerte erneut zusammen, entwickelte aber keine weitergehenden Aktivitäten.

## Diskografie
- 2004: What Counts (EP, Think Fast! Records)
- 2006: The Things We Carry (Bridge Nine Records)
- 2008: Songs to Scream at the Sun (Bridge Nine Records)
- 2008: You Can't Go Home Again (EP, Bridge Nine Records)
- 2010: 10.17.09 (Live-Album, Bridge Nine Records)